# فهرست دانشمندانی که نام آن‌ها در واحدهای اس‌آی به کار رفته‌است
فهرست دانشمندانی که نام آن‌ها در واحدهای اس آی به کار رفته‌است (فرانسوی: Système international d'unités‎)

## دانشمندان و واحدهای اس آی
(colour legend)
| نام                    | طول عمر   | ملیت                     | کمیت                      | واحد اس‌آی               | تصویر |
| ---------------------- | --------- | ------------------------ | ------------------------- | ----------------------- | ----- |
| آندره ماری آمپر        | ۱۷۷۵–۱۸۳۶ | فرانسوی                  | جریان الکتریکی            | آمپر (A) (واحد بنیادی)  |       |
| ویلیام تامسون          | ۱۸۲۴–۱۹۰۷ | بریتانیایی‌ها (اسکاتلندی) | دما ترمودینامیکی          | کلوین (K) (واحد بنیادی) |       |
| بلز پاسکال             | ۱۶۲۳–۱۶۶۲ | فرانسوی                  | فشار                      | پاسکال (یکا) (Pa)       |       |
| آیزاک نیوتن            | ۱۶۴۳–۱۷۲۷ | بریتانیایی (انگلیسی)     | نیرو                      | نیوتون (یکا) (N)        |       |
| آندرس سلسیوس           | ۱۷۰۱–۱۷۴۴ | سوئدی                    | دما                       | سلسیوس (°C)             |       |
| شارل آگوستن دو کولن    | ۱۷۳۶–۱۸۰۶ | فرانسوی                  | بار الکتریکی              | کولن (C)                |       |
| جیمز وات               | ۱۷۳۶–۱۸۱۹ | بریتانیایی (اسکاتلندی)   | توان (فیزیک)              | وات (W)                 |       |
| آلساندرو ولتا          | ۱۷۴۵–۱۸۲۷ | ایتالیایی                | پتانسیل الکتریکی          | ولت (V)                 |       |
| گئورگ زیمون اهم        | ۱۷۸۹–۱۸۵۵ | آلمانی                   | مقاومت و رسانایی الکتریکی | اهم (Ω)                 |       |
| مایکل فارادی           | ۱۷۹۱–۱۸۶۷ | بریتانیایی (انگلیسی)     | ظرفیت خازنی               | فاراد (F)               |       |
| جوزف هنری              | ۱۷۹۷–۱۸۷۸ | آمریکایی                 | ضریب خودالقایی            | هنری (یکا) (H)          |       |
| ویلهلم ادوارد وبر      | ۱۸۰۴–۱۸۹۱ | آلمانی                   | شار مغناطیسی              | وبر (یکا) (Wb)          |       |
| ارنست فون زیمنس        | ۱۸۱۶–۱۸۹۲ | آلمانی                   | مقاومت و رسانایی الکتریکی | زیمنس (یکا) (S)         |       |
| جیمز ژول               | ۱۸۱۸–۱۸۸۹ | بریتانیایی (انگلیسی)     | انرژی                     | ژول (J)                 |       |
| آنری بکرل              | ۱۸۵۲–۱۹۰۸ | فرانسوی                  | واپاشی هسته‌ای             | بکرل (Bq)               |       |
| نیکولا تسلا            | ۱۸۵۶–۱۹۴۳ | صرب‌ها-آمریکایی           | میدان مغناطیسی            | تسلا (یکا) (T)          |       |
| هاینریش هرتز           | ۱۸۵۷–۱۸۹۴ | آلمانی                   | بسامد                     | هرتز (Hz)               |       |
| رالف ماکسیمیلیان سیورت | ۱۸۹۶–۱۹۶۶ | سوئدی                    | دوز معادل of radiation    | سیورت (Sv)              |       |
| لوئیس هارولد گری       | ۱۹۰۵–۱۹۶۵ | بریتانیایی (انگلیسی)     | دوز جذبی                  | گری (یکا) (Gy)          |       |

## توضیحات
1. ↑  There are 5 base units: کیلوگرم، متر، ثانیه، مول، شمع (یکا) not named after people
2. ↑  As a rule, the units are written in lowercase letters. But, symbols of units derived from a personal name always begin with a capital letter.
3. ↑  The village he was born was a part of Austrian Empire, now it is in Croatia.